# Louder (single van Sharon Doorson)
Louder is een single van de Nederlandse zangeres Sharon Doorson. De single kwam in de Nederlandse Single Top 100 tot de 53e plaats. Louder haalde de Nederlandse Top 40 dit keer niet en bleef op nummer 18 steken in de Tipparade.

## Hitnotering

### NederlandseSingle Top 100
| Hitnotering: 22-03-2014 t/m 05-04-2014 | Hitnotering: 22-03-2014 t/m 05-04-2014 | Hitnotering: 22-03-2014 t/m 05-04-2014 | Hitnotering: 22-03-2014 t/m 05-04-2014 | Hitnotering: 22-03-2014 t/m 05-04-2014 |
| Week:                                  | 1                                      | 2                                      | 3                                      |                                        |
| -------------------------------------- | -------------------------------------- | -------------------------------------- | -------------------------------------- | -------------------------------------- |
| Positie:                               | 53                                     | 82                                     | 90                                     | uit                                    |